# Horst Friedrich (Schauspieler)
Horst Friedrich (* 18. August 1911 in Brieg; † 13. Oktober 1975 in Ost-Berlin) war ein deutscher Schauspieler und Hörspielsprecher.

## Leben
Horst Friedrich hatte als Schauspieler 1931 sein erstes Engagement an einem Theater. 1951/52 arbeitete er am Kreistheater Chemnitz-Rochlitz als Dramaturg und Schauspieler, 1953 spielte er an den Landesbühnen Sachsen. Ab 1954 war er 30 Jahre am Zentralen Kinder- und Jugendtheater der DDR, dem Theater der Freundschaft in Berlin, als Schauspieler beschäftigt. Darüber hinaus war er in vielen DEFA-Filmen und beim Deutschen Fernsehfunk ein gefragter Darsteller.

## Filmografie
- 1955: Robert Mayer – Der Arzt aus Heilbronn
- 1955: Star mit fremden Federn
- 1956: Zwischenfall in Benderath
- 1957: Lissy
- 1957: Berlin – Ecke Schönhauser
- 1957: Gejagt bis zum Morgen
- 1959: Weimarer Pitaval: Der Fall Harry Domela (Fernsehreihe)
- 1959: Verwirrung der Liebe
- 1960: Fernsehpitaval: Der Fall Haarmann (Fernsehreihe)
- 1960: Begegnung im Zwielicht (Spotkania w mroku)
- 1960: Flucht aus der Hölle (Fernsehmehrteiler, 2 Teile)
- 1961: Der Fall Gleiwitz
- 1962: Auf der Sonnenseite
- 1962: Mord ohne Sühne
- 1963: Die Glatzkopfbande
- 1963: Bonner Pitaval: Die Affäre Heyde-Sawade (Fernsehreihe)
- 1964: Das Lied vom Trompeter
- 1965: Engel im Fegefeuer
- 1965: Solange Leben in mir ist
- 1968: Der Mord, der nie verjährt
- 1969: Krupp und Krause (Fernsehmehrteiler, 1 Teil)
- 1970: Effi Briest (Fernsehfilm)
- 1970: Jeder stirbt für sich allein (Fernsehmehrteiler, alle 3 Teile)
- 1973: Wolz – Leben und Verklärung eines deutschen Anarchisten
- 1976: Das Licht auf dem Galgen

## Theater
- 1952: Carl Millöcker: Gasparone – Regie: Paul Borgelt (Kreistheater Chemnitz-Rochlitz)
- 1953: Heinrich von Kleist: Der zerbrochne Krug – Regie: Hans-Joachim Büttner (Landesbühnen Sachsen)
- 1954: Fritz Alexander: Die gestohlene Prinzessin (Metzger Dickback) – Regie: Hans-Dieter Schmidt (Theater der Freundschaft Berlin)
- 1955: Manfred Richter: Lotos und der Knecht Mao Te (Tschei Wenig) – Regie: Hans-Dieter Schmidt (Theater der Freundschaft Berlin)
- 1956: Curt Corrinth: Trojaner – Regie: Robert Trösch (Theater der Freundschaft Berlin)
- 1956: Herta Greef/Joachim-Dietrich Link: Mann und Frau im Essigkrug (Stoffel) – Regie: Hans-Dieter Schmidt  (Theater der Freundschaft Berlin)
- 1957: André Birabeau: Erste Liebe (Onkel) – Regie: Josef Stauder (Theater der Freundschaft Berlin)
- 1957: Bertolt Brecht: Die Gesichte der Simone Machard – Regie: Lothar Bellag (Theater der Freundschaft Berlin)
- 1958: Gerd Prager nach Hanns Maria Lux: Der Bund der Haifische (Briefmarkendieb) – Regie: Reva Holsey (Theater der Freundschaft Berlin)
- 1958: Hans-Dieter Schmidt: Kännchen voll (Schwippeldupp) – Regie: Gustav Wehle (Theater der Freundschaft Berlin)
- 1959: Herbert Walter nach den Brüder Grimm: Die Bremer Stadtmusikanten (Räuber) – Regie: Hans-Dieter Schmidt  (Theater der Freundschaft Berlin)
- 1960: Gisela Schwarz-Marell: Das tapfere Schneiderlein (Riese) – Regie: Kurt Rabe (Theater der Freundschaft)
- 1960: Vera Ljubimowa: Schneeball – Regie: Rudi Kurz (Theater der Freundschaft)
- 1962: Hanuš Burger/Stefan Heym: Tom Sawyers großes Abenteuer (Redakteur) – Regie: Hanus Burger (Theater der Freundschaft Berlin)
- 1963: Gisela Schwarz-Marell/Hans-Dieter Schmidt: Quartett mit Schlager (Kollege Schall) – Regie: Hans-Dieter Schmidt (Theater der Freundschaft Berlin)
- 1966: Pol Quentin/George Bellak: Football – Regie: Günter Wolf (Theater der Freundschaft Berlin)
- 1966: Heinz Kahlau: Ein Krug mit Oliven (Kalif) – Regie: Heiner Möbius (Theater der Freundschaft)
- 1970: Lew Ustinow: Das Geheimnis des leuchtenden Steins (Schurke) – Regie: Ursula Geyer-Hopfe (Theater der Freundschaft Berlin)
- 1972: Erich Blach: Die Bernsteinbrigade (Plauton) – Regie: Horst Hawemann  (Theater der Freundschaft Berlin)

## Hörspiele
- 1958: Rolf Guddat: Mord an der Grenze (Krüger, Kriminalassistent) – Regie: Wolfgang Brunecker (Kriminalhörspiel – Rundfunk der DDR)
- 1966: Karl-Heinrich Bonn: Das unheilige ABC (Schulrat) – Regie: Helmut Hellstorff (Hörspiel – Rundfunk der DDR)
- 1967: Rolf Wohlgemuth: Verraten und verkauft (Professor) – Regie: Peter Groeger  (Hörspiel – Rundfunk der DDR)
- 1968: Day Keene/Warren Brand: Naked Fury – Nackte Gewalt – Regie: Helmut Hellstorff (Kriminalhörspiel – Rundfunk der DDR)
- 1969: Dimitar Gulew: Unterwegs zum anderen Ufer – Regie: Helmut Hellstorff (Hörspiel – Rundfunk der DDR)
- 1969: Fritz Selbmann: Ein weiter Weg  – Regie: Fritz-Ernst Fechner (Hörspiel, 2. Teil – Rundfunk der DDR)
- 1971: Claude Prin: Zeremoniell um einen Kampf (Tribunal) – Regie: Edgar Kaufmann (Hörspiel – Rundfunk der DDR)
- 1973: Alfred Matusche: Van Gogh – Regie: Peter Gröger  (Hörspiel – Rundfunk der DDR)
- 1975: Erik Knudsen: Not kennt kein Gebot oder Der Wille Opfer zu bringen (Polizeibeamter) – Regie: Peter Gröger  (Hörspiel – Rundfunk der DDR)